# Heinkel He P.1078B
Heinkel He P. 1078b – myśliwiec o konfiguracji bezogonowej. Posiadał konfigurację latającego skrzydła. Posiadał również dwie części kadłuba pomiędzy którymi znajdował się wlot powietrza do silnika.

## Historia
W 1944 roku firma Heinkel rozpoczęła prace nad dwoma samolotami: Heinkel He P.1078A i Heinkel He P.1078B. Heinkel He P.1078B miał podobne elementy skrzydeł co Heinkel He P.1078A. Do końca wojny została ukończona makieta samolotu. Samolot został zaprezentowany przed dowództwem Luftwaffe lecz dowództwo nie wykazało zainteresowania jeszcze przed rozpoczęciem pokazów. Bardziej zainteresowało się samolotem Heinkel He P.1078A, dlatego właśnie nad nim Heinkel zaczął kontynuować prace. Myśliwiec był dobrą konstrukcją która jednak wymagała doświadczonych pilotów. Mimo że samolot został zaprojektowany jako myśliwiec znacznie lepiej znacznie lepiej sprawdzał by się jako samolot myśliwsko – bombowy lub ciężki myśliwiec.

## Konstrukcja
Myśliwiec posiadał skośne skrzydła w układzie spłaszczonego M. Skrzydła miały skos 40°